# Vườn quốc gia Núi lửa Poás
Vườn quốc gia Núi lửa Poás (tiếng Tây Ban Nha: Parque Nacional Volcán Poás) là một vườn quốc gia nằm ở Alajuela, Costa Rica. Được thành lập vào ngày 25 tháng 1 năm 1971, vườn quốc gia có diện tích 65 kilômét vuông (25 dặm vuông Anh) với tính năng chính là ngọn Núi lửa Poás cao 2.700 mét (8.900 ft). Miệng núi lửa chính của Poás sâu 290 mét (950 ft) hoạt động khá mạnh với các vụ phun trào nhỏ và phun trào dung nham thường xuyên, tuy nhiên những vụ phun trào lớn cuối cùng là vào năm 1952-54. Hai miệng núi lửa khác là Von Frantzuis là miệng núi lửa đã tắt và Botos, một miệng núi lửa có hồ nước xanh tuyệt đẹp có đường kính 370 mét (1.200 ft). Miệng núi lửa Botos đã không phun trào trong suốt hơn 7.500 năm và có nhiều con đường mòn dẫn đến đây.
Tuy nhiên, vườn quốc gia thường xuyên phải đóng cửa không đón tiếp du khách vì khí lưu huỳnh thoát ra. Và vào ngày 13 tháng 4 năm 2017, vườn quốc gia phải đóng cửa vì một vụ bùng nổ núi lửa.
Không chỉ có cảnh quan thiên nhiên tuyệt đẹp, vườn quốc gia còn là nơi có sự đa dạng sinh học của các loài động thực vật như Mộc lan Poás, Nuốc nữ hoàng, Chim Toucan, Đớp ruồi bạo chúa, Chim ruồi, Chó sói, Thỏ và Sóc đất.